# Bernard Benoit (guitare celtique)
Bernard Benoit, né le 4 mai 1948 à Bourg-la-Reine, est un guitariste compositeur français, qui est souvent considéré comme le précurseur de la guitare celtique avec Guy Tudy. En plus de la guitare, il est multi-instrumentaliste et compose également avec d'autres instruments comme la harpe celtique, le tympanon, le synthétiseur, les percussions ou la guitare folk 12 cordes. Il a produit à ce jour seize albums d'univers très différents. Souvent appelé le Mike Oldfield breton, il n'est pas estimé comme l'« un des meilleurs guitaristes de sa génération, mais plus encore».

## Débuts en guitare classique et l'entrée dans le monde celtique
En 1958, à l'âge de 10 ans il se passionne pour la guitare et peu à peu se dirige vers les thèmes du classique ou du flamenco. Ses débuts à la guitare ont été marqués par les groupes populaires du moment: les Shadows et les Beatles, mais aussi des compositeurs de guitare classique qui l'inspireront comme Heitor Villa-Lobos. Différents évènements se passent durant l'année 1964, qui lancera de sa carrière de musicien: à l’âge de 16 ans il crée ses premières compositions comme «glao war an doen» qui seront éditées en 1973 et il découvre les soirées du Hootenanny boulevard Raspail ou il rencontre les Bretons de Paris, de nombreux musiciens et artistes dont Alan Stivell. Ses différentes rencontre au Hootenanny lui donneront l'opportunité de passer une première fois à la télévision avec le groupe de musique « Les Faucheux» pour accompagner l'acteur chanteur Bernard Bijaoui dans l'émission « Jeu de la chance » animée par Roger Lanzac.
En 1965 lors d'un concert à Plurien en Côtes-d’Armor, il fait la rencontre de la chanteuse Maripol et lui propose de monter à Paris pour s'y produire et l'accompagne dans les auditions pour les maisons de disques. Durant les aventures parisiennes, Bernard Benoit et Maripol découvrent rue Saint Placide l'association Ti ar yaouankiz (Maison de la jeunesse), où ils rencontrent de nouveau Alan Stivell, et qui devient le lieu où se développe la conscience de son identité bretonne.
À 17 ans il entre à l'école normale de musique de Paris pour se perfectionner avec Alberto Ponce, qui le fait entrer directement en troisième année. Malheureusement, faute de moyen financier, il ne continuera pas les études au conservatoire et poursuivra les études de métreur en bâtiment.
En 1968, il accompagne à la guitare et participe aux arrangements du premier album 33 tours de Maripol, Maripol chante sa Bretagne et la mer chez Le Chant du Monde qui sortira en 1969.

## Les années Glenmor
La même année, Katell la femme de Glenmor, repère Bernard Benoit dans un restaurant à Montparnasse et lui demande de l'accompagner musicalement sur les poèmes qu'elle déclamera à la salle de la mutualité pour le récital de son mari. Une semaine après Glemnor loue un studio pour enregistrer l'album Sables et dunes, des aphorismes contés par sa femme avec pour horizon musical Bernard Benoit.
Dans les mêmes temps, il participe à un groupe éphémère «An triskell eus ti ar yaouankiz» dans lequel il rencontre le contrebassiste Fanch Bernard, qui deviendra le musicien de Glenmor par l'intermédiaire de Bernard Benoit.
En 1969, Bernard Benoit part un an pour la coopération en Guadeloupe dans une mission de métreur en bâtiment. Après plusieurs passages à la télévision guadeloupéenne et martiniquaise, il y restera un an de plus pour jouer tous les soirs en concertiste dans les plus grands hôtel de Martinique, Guadeloupe, Guyane, et Saint-Martin, parfois même en concert privé comme pour le chef d'orchestre James Last.
De retour en Bretagne en juin 1971, Glenmor l'embauche tout de suite au côté de Fanch Bernard pour tourner dans toute la France et la Belgique, dont une tournée bretonne avec Léo Ferré. En hiver les éditions Barclay ne voulant pas rééditer Glenmor, Bernard Benoit lui propose de rentrer chez «Chant du monde» et Glenmor accepte. Bernard Benoit accompagne à la guitare et participe aux arrangements des deux albums «vivre» et «Princes entendez bien».
En été 1972 une nouvelle tournée Glenmor - Léo Ferré se profile pour dix-sept soirs de concerts sous chapiteau dans toute la Bretagne. Bernard Benoit participera à cette tournée et finira d'accompagner Glenmor en novembre 1972 pour se lancer dans une carrière solo.

## La carrière solo et les grandes tournées
En septembre 1972, Il entre dans la maison de disque «Kelenn» de Saint-Brieuc, présentant sa maquette sur guitare classique et folk 12 cordes avec des consonances celtiques mais pas totalement. Kelenn ayant signé avec la maison Philips, cette dernière lui demande de remplacer les thèmes non celtiques par des thèmes celtiques et de nommer le 33 tours «guitare celtique». Entre temps la maison Philips sort un 45 tours qui devient tout de suite disque de la semaine sur France inter dans l’émission de Jose Artur « Qu'il est doux de ne rien faire quand tout s'agite autour de vous » entre Noël et jour de l'an 1972. Puis les interviews se multiplient sur les radios comme celle d’Europe 1. L’album est un succès et est diffusé dans les 200 juke-box de Bretagne. Son premier 33 tours sortira en juillet 1973. En septembre la même année, il joue sur le porte-hélicoptères « la Jeanne d'Arc » pour un directe sur France inter, il sera interviewé par Yves Mourousi en présence du ministre des armées Robert Galley, de l'équipage et de la municipalité de Brest.
Par la suite Bernard Benoit participe à d'autres albums sous le pseudo de Bernez Benead comme dans le premier album des Diaouled ar menez.
Durant son parcours avec Glenmor, il rencontre André Le Thiesque qui lui propose d'être son manager et il accepte. La maison Kelenn lui demande ensuite de rencontrer son manager pour faire tourner les autres artistes de la maison. Dès lors André Le Thiesque décide de s'occuper aussi de Gilles Servat et du groupe Tri Yann. Bernard Benoit se retrouve ainsi à faire les premières parties de ces derniers durant cinq ans.
L’aventure commence par un Musicorama à l'Olympia en mars 1973 puis une semaine en mai 73 en première partie du groupe Tri Yann, s’ensuivent de trente-cinq soirs sous chapiteaux en été. Durant la tournée de Glenmor et de Léo Ferré en 1972, qui compta dix-sept soirs sous chapiteau, de nombreux concerts ont pu être menés à bien grâce à son aide et à son expérience. Il enchaîne en automne une série de concerts en première partie du groupe Cuarteto Cedrón, puis une première partie de Mouloudji. Il refait une nouvelle fois un Musicorama à l'Olympia en mars 1974 avec Tri Yann et il enchaîne les tournées, certaines années avec plus de 90 concerts, et s’exporte à l’étranger : au Québec en 1977 et en Belgique, en Suisse, en Allemagne, en Hollande et en Autriche (1979).
Entre temps, il compose la musique du film La folle de Toujane de René Vautier (1974), il entre aux éditions «Arion» pour son deuxième album Lutunn noz (1975), le luthier Favino lui fait une guitare 12 cordes sur mesure (un manche de 50mm plat avec douze cases, qui lui permettra de jouer plus facilement avec une technique de guitare classique sur 12 cordes) (1976), entre chez Polydor pour son troisième album Rigéna (1977) et tourne en France et en Autriche avec les ballets « Dihun » (1980).
En 1981, René Taquet, l'illustrateur sonore d'Antenne 2, lui propose de signer des éditions pour l'album Prélude englouti dont les œuvres furent diffusées fréquemment dans de nombreux reportages et séries télévisées. La même année il forme un groupe avec Dominique le Bozec, Gwendal le Goarnig, Patric Jean et se produisent au festival Elixir, au TNB de Rennes, aux tombées de la nuit à Rennes, au festival interceltique de Lorient, au théâtre Jean Moign à Paris et à un festival aux Pays-Bas.
En 1982, un surmenage musculaire entraîne une dystonie de sa main droite qui lui fait ralentir la cadence des tournées. Tout de même il présente une création au festival interceltique de Lorient et aux tombées de la nuit à Rennes avec dix musiciens dont Jacky Molard, Dominique le Bozec, Laurence Meillarec. Lors de la représentation au centre culturel de Saint-Brieuc, les Ballets Dihun se joindront à la création. En 1984 il sortira son cinquième album de son même nom Bernard Benoit dans la maison de disques Vélia de Saint-Brieuc.
En 1985, la dystonie de sa main droite ne guérit pas, par conséquent il décide de fonder avec sa femme un cabaret rue Haute Voie à Dinan : « le Prélude ». De nombreux artistes viendront jouer comme Glenmor, Georges Chelon, Maurice Fanon, Patrick Ewen, Gérard Delahaye, Maripôl, Guy Monfaur, Pierre Nicolas et Valérie Ambroise.
En 1984 il participe au premier album Je vous salue la mer du chanteur Pierre Ménoret puis l'accompagne en tournée à Berlin. Il l’accompagnera ensuite dans la plupart de ses albums. en 1992, il sort son sixième album Marine produit par FR3 Rennes.
En 1994, il vend son cabaret «le Prélude » et repart en tournées en récupérant de sa main une partie de son répertoire. Sur scène il ajoute à ses instruments la harpe celtique et tympanon. Des tournées qu’il répétera chaque été dans différentes églises et chapelles de Bretagne jusqu’en 2014.
Deux ans plus tard, il sort ses septième et huitième albums aux éditions Pluriel :Barzaz Breiz (1995) et Guitare et Bombarde (1996). Le producteur demande que les deux albums soient de la musique traditionnelle, par conséquent Bernard Benoit propose de collaborer avec le musicien Christophe Caron.

## L'auto-production
En 2001, Bernard Benoit décide de produire lui-même les CD et crée son neuvième album Avel dro an distro qui deviendra sa plus grosse vente avec 20 000 CD vendus. Son premier CD en autoproduction étant une réussite, il se lança dans de nouveaux projets : il accompagne Katell disant les aphorismes de son mari Glenmor dans l’album Katell dit Glenmor (2005), sort un album de relaxation   Envol (2006). Il mêle des chants d'oiseaux dans l’album La guitare et les oiseaux (2009) qui sera présenté par Catherine Ceylac en décembre dans l’émission «Tthé ou café ». Il sort un album uniquement avec la guitare 12 cordes qui a été faite sur mesure par le luthier Favino : La douze cordes selon Bernard Benoit (2012). Il sort un album critique sur la conscience écologique dans nos sociétés Et pendant ce temps-là, la mer monte…, puis il sort une nouvelle composition inspirée de son voyage en Maroc Autant en emportent les sables (2016).
En 2020, Bernard Benoit sort son dernier album Landes & rizières.

## Discographie
- 1972 Guitare Celtique (label: Kelenn / Philipps LP CD)
- 1975 Lutunn Noz (label: Arion)
- 1978 Rigéna (label: Polydor)
- 1981 Prélude englouti (label: Velia)
- 1984 Bernard Benoit (label: Velia)
- 1992 Marine (label: FR3 Rennes Production CD)
- 1995 Barzaz Breiz (label Pluriel / Sony CD)
- 1996 Guitare et Bombarde (label Pluriel / Sony CD)
- 2002 Avel dro an distro (auto-production distribution Coop Breizh CD)
- 2005 Katel dit Glenmor (auto production CD)
- 2006 Envol (auto-production CD)
- 2009 La guitare et les oiseaux (auto-production CD)
- 2012 La 12 cordes selon Bernard Benoit (auto-production CD)
- 2014 Et pendant ce temps là, la mer…  (auto-production   CD)
- 2016 Autant en emportent les sables (auto-production CD)
- 2020 Landes & rizières (auto-production CD)

## Dates importantes
- Olympia : mars 73, mai 73, mars 74
- Festival estival de Paris : Août 76
- Tombées de la nuit à Rennes : juillet 80, 81, 82, 84, 86.
- Festival Interceltique de Lorient : août 80, 82, 84, 86, 95, 99.
- Festival Elixir : août 80
- Festival de Hédé : août 82
- Festival de Cornouaille : juillet 84